# Capolona
Capolona – miejscowość i gmina we Włoszech, w regionie Toskania, w prowincji Arezzo.
Według danych na styczeń 2009 gminę zamieszkiwało 5368 osób przy gęstości zaludnienia 113,4 os./1 km².